# Ali Malumat
Ali Malumat (pers. ‌علی معلومات ;ur. 22 listopada 1981) – irański judoka. Olimpijczyk z Pekinu 2008, gdzie zajął piąte miejsce w wadze lekkiej. 
Zajął 33. miejsce na mistrzostwach świata w 2010; uczestnik zawodów w 2007, 2009 i 2011. Startował w Pucharze Świata w latach 2010-2012. Mistrz Azji w 2008, trzeci w 2011 roku.

## Letnie Igrzyska Olimpijskie 2008
| Konkurencja | Eliminacje              | Eliminacje        | Eliminacje                    | Finały                 | Finały                    | Klas. końcowa |
| Konkurencja | Przeciwnik I            | Przeciwnik II     | 1/4                           | 1/2                    | o 3. miejsce              | Miejsce       |
| ----------- | ----------------------- | ----------------- | ----------------------------- | ---------------------- | ------------------------- | ------------- |
| 73 kg       | Yūsuke Kanamaru (JPN) Z | João Pina (POR) Z | Gantömörijn Daszdawaa (MGL) Z | Elnur Məmmədli (AZE) P | Leandro Guilheiro (BRA) P | 5.            |